# Torneio dos Campeões de Futsal do Paraná de 2015
O Torneio dos Campeões de Futsal do Paraná de 2015, foi a 2ª edição da competição, sua organização foi de competência da Federação Paranaense de Futsal. Todos os jogos foram disputados na cidade de Guarapuava, no Paraná.  
Ao término do torneio,Guarapuava  venceu o Cascavel, pelo placar de 4 a 1, garantindo o título da competição.

## Participantes
| Equipe     | Cidade                  | Classificação                                        | Títulos        |
| ---------- | ----------------------- | ---------------------------------------------------- | -------------- |
| Caramuru   | Castro                  | Campeão da Chave Prata de 2014                       | 0 (não possui) |
| Cascavel   | Cascavel                | Campeão Paranaense em, 2003, 2004, 2005, 2011 e 2012 | 0 (não possui) |
| Copagril   | Marechal Cândido Rondon | Campeão Paranaense em, 2009 e 2013                   | 1 (2014)       |
| Guarapuava | Guarapuava              | Campeão Paranaense em, 2010 e 2014                   | 0 (não possui) |

## Regulamento
O Torneio dos Campeões de Futsal do Paraná de 2014, será disputado em fase única com o início previsto para o dia 11 de março, e término em 15 do mesmo mês.
O torneio será disputado por 5 clubes em turno único. Sendo, que todos os times jogarão entre si uma única vez, tendo-se declarado campeão o clube que obtiver o maior número de pontos após as 5 rodadas.
Critérios de Desempate
1. Equipe que obtiver o maior número de pontos;
2. Confronto direto;
3. Goal Average (maior quociente da divisão do número de gols marcados pelo número de gols sofridos);
4. Menor média de gols sofridos na Fase (número de gols sofridos divididos pelo número de jogos);
5. Maior média de gols marcados na Fase (número de gols feitos dividido pelo número de jogos);
6. Maior saldo;
7. Sorteio.

## Classificação
| Pos | Times      | Pts | J | V | E | D | GP | GC | SG | GA   | %     | Classificação |
| --- | ---------- | --- | - | - | - | - | -- | -- | -- | ---- | ----- | ------------- |
| 1   | Guarapuava | 7   | 3 | 2 | 1 | 0 | 8  | 2  | 1  | 4,00 | 77,8% | Campeão       |
| 2   | Copagril   | 4   | 3 | 1 | 1 | 1 | 4  | 4  | 0  | 1,00 | 44,4% |               |
| 3   | Cascavel   | 3   | 3 | 1 | 0 | 2 | 4  | 6  | -2 | 0,67 | 33,3% |               |
| 4   | Caramuru   | 3   | 3 | 1 | 0 | 2 | 4  | 8  | -4 | 0,50 | 33,3% |               |

## Confrontos

### Primeira Rodada
| 12 de março   | Cascavel    | 1 - 2 | Copagril                            | Guarapuava, Ginásio Joaquim Prestes |
| 19:00 (UTC−3) | Caça 23:56' |       | Biel 09:08' · Rafinha Müller 22:41' |                                     |

| 12 de março   | Guarapuava                                                 | 4 - 1 | Caramuru     | Guarapuava, Ginásio Joaquim Prestes |
| 20:30 (UTC−3) | Vitor 31:00' · Mauricinho 29:00' · Diego Fávero · Adeirton |       | Bicão 39:48' |                                     |

### Segunda Rodada
| 13 de março   | Cascavel                   | 2 - 0 | Caramuru | Guarapuava, Ginásio Joaquim Prestes |
| 18:30 (UTC−3) | Caça 05:20' · Sineu 32:14' |       |          |                                     |

| 13 de março   | Guarapuava | 0 - 0 | Copagril | Guarapuava, Ginásio Joaquim Prestes |
| 20:30 (UTC−3) |            |       |          |                                     |

### Terceira Rodada
| 14 de março   | Copagril               | 2 - 3 | Caramuru     | Guarapuava, Ginásio Joaquim Prestes |
| 19:15 (UTC−3) | Thiago Guerra · Parrel |       | Sady · Bicão |                                     |

| 14 de março   | Guarapuava                                                                       | 4 - 1 | Cascavel    | Guarapuava, Ginásio Joaquim Prestes |
| 20:45 (UTC−3) | Mauricinho 04:32' · Diego Fávero 11:29' · André Maluko 04:32' · Felipinho 38:52' |       | Caça 06:27' |                                     |

## Artilharia
| Posição | Jogador        | Clube      | Gols |
| ------- | -------------- | ---------- | ---- |
| 1       | Caça           | Cascavel   | 3    |
| 2       | Mauricinho     | Guarapuava | 2    |
| 2       | Diego Fávero   | Guarapuava | 2    |
| 2       | Sady           | Caramuru   | 2    |
| 2       | Bicão          | Caramuru   | 2    |
| 3       | Vitor          | Guarapuava | 1    |
| 3       | André Maluko   | Guarapuava | 1    |
| 3       | Felipinho      | Guarapuava | 1    |
| 3       | Adeirton       | Guarapuava | 1    |
| 3       | Thiago Guerra  | Copagril   | 1    |
| 3       | Parrel         | Copagril   | 1    |
| 3       | Rafinha Müller | Copagril   | 1    |
| 3       | Biel           | Copagril   | 1    |
| 3       | Sineu          | Cascavel   | 1    |

## Premiação
| Torneio dos Campeões de Futsal do Paraná de 2015 |
| ------------------------------------------------ |
| Clube Atlético Deportivo (1º título)             |